# 茶恩寺镇
茶恩寺镇，是中华人民共和国湖南省湘潭市湘潭县下辖的一个乡镇级行政单位。

## 行政区划
茶恩寺镇下辖以下地区：
茶恩寺社区、上峰村、吴家村、护湘村、青坪村、熊市村、樊田村、扶桥村、弄子村、双阳村、樟树湾村、花房村、双江村、荷月村、金宝冲村、茶花村、龙井村、金坪村、双凤村、回龙村、柏塘村、晓花村、花桥村、棠花村、泉坪村、星月村、东山村、湘衡村、千家村、杨溪村和复兴村。

## 出身名人
- 马璧，中国近代政治家、外交家、哲学家、诗人。[3]:51
- 茶恩寺鎮雙陽村是馬英九父親馬鶴凌老家，馬英九祖父馬立安之墓也位於當地。[4]